# Paronychia limae
Paronychia limae är en nejlikväxtart som beskrevs av Mohammad Nazeer Chaudhri. Paronychia limae ingår i släktet prasselörter, och familjen nejlikväxter. Inga underarter finns listade i Catalogue of Life.